# Platymetopius coronatus
Platymetopius coronatus är en insektsart som beskrevs av Dlabola 1974. Platymetopius coronatus ingår i släktet Platymetopius och familjen dvärgstritar. Inga underarter finns listade i Catalogue of Life.